# Gidazepam
Gidazepam, còn được gọi là hydazepam hoặc hidazepam, là một loại thuốc là một dẫn xuất benzodiazepine không điển hình, được phát triển ở Liên Xô. Nó là một loại thuốc anodolytic chọn lọc giải lo âu. Thuốc cũng có giá trị điều trị trong việc quản lý một số rối loạn tim mạch. Nó cũng có thể được sử dụng để điều trị cho chứng chóng mặt.
Gidazepam là một tiền chất cho chất chuyển hóa hoạt động 7-bromo-5-phenyl-1,2-dihydro-3 H -1,4-benzodiazepine-2-one (desalkylgidazepam hoặc bromo-nordazepam). Nó được sử dụng như một loại thuốc chống sốt rét. Tuy nhiên, tác dụng giải lo âu của nó có thể mất vài giờ để biểu hiện sau khi dùng thuốc, vì đây là chất chuyển hóa có hoạt tính chủ yếu mang lại tác dụng giải lo âu, và thời gian bán hủy của Gidazepam là một trong những chất chủ vận GABA-ergic dài nhất.

Chất chuyển hóa hoạt động Gidazepam (desalkylgidazepam), chịu trách nhiệm về tác dụng điều trị của nó